# Liste des champions automobiles 2007
Voici la liste des champions automobiles en 2007.

## Formules
| Championnat                                          | Champion Pilote                  | Écurie                      |
| ---------------------------------------------------- | -------------------------------- | --------------------------- |
| Formule 1 Championnat du monde de Formule 1 2007     | Kimi Räikkönen                   | Scuderia Ferrari            |
| GP2 Series Championnat de GP2 Series 2007            | Timo Glock                       | iSport International        |
| Champ Car Champ Car World Series 2007                | Sébastien Bourdais               | Newman/Haas/Lanigan Racing  |
| Champ Car Atlantic Championship                      | Rapahel Matos                    | Sierra Sierra Enterprises   |
| IndyCar Series IndyCar Series 2007                   | Dario Franchitti                 | Andretti Green Racing       |
| Indy Pro Series                                      | Alex Lloyd                       | Sam Schmidt Motorsports     |
| Formula Nippon Championnat de Formula Nippon 2007    | Tsugio Matsuda                   | Mobilecast Team Impul       |
| Euro Formule 3000                                    | Davide Rigon                     | GP Racing                   |
| Formule 3000 italienne                               | Davide Rigon                     | GP Racing                   |
| International Formula Master                         | Jérôme d'Ambrosio                | Cram Competition            |
| Formule 3 Euro Series Formule 3 Euro Series 2007     | Romain Grosjean                  | ASM Formule 3               |
| Championnat de Grande-Bretagne de Formule 3          | Marko Asmer                      | HiTech Racing               |
| Championnat de Grande-Bretagne de Formule 3          | Sergio Pérez (National Class)    | T-Sport                     |
| Championnat d'Italie de Formule 3                    | Paolo Maria Nocera               | Lucidi Dallara              |
| Championnat du Japon de Formule 3                    | Kazuya Oshima                    | Tom's                       |
| Championnat d'Allemagne de Formule 3                 | Carlo Van Dam                    | Van Amersfoort Racing       |
| Championnat d'Espagne de Formule 3                   | Máximo Cortes (A)                | TEC Auto                    |
| Championnat d'Espagne de Formule 3                   | Thor-Christian Ebbesvik (B)      | West-Tec                    |
| Formule 3 sudaméricaine                              | Clemente Faria Jr.               | Cesário F3                  |
| Championnat d'Australie de Formule 3                 | Tim Macrow                       | Cooltemp Racing Scud Racing |
| Championnat de Finlande de Formule 3                 | Tomi Limmonen                    | Koiranen Bros. Motorsport   |
| World Series by Renault World Series by Renault 2007 | Álvaro Parente                   | Tech 1 Racing               |
| Formula V6 Asia                                      | James Winslow                    | Team Meritus                |
| Formule 4000 australienne                            | Ty Hanger                        |                             |
| Eurocup Formule Renault                              | Brendon Hartley                  | Epsilon Red Bull Team       |
| Coupe d'Europe du Nord de Formula Renault 2.0        | Frank Kechele                    | Motopark Academy            |
| Championnat de France de Formule Renault             | Jules Bianchi                    | SG Formula                  |
| Championnat d'Italie de Formule Renault              | Mika Mäki                        | Epsilon Red Bull Team       |
| Championnat de Grande-Bretagne de Formule Renault    | Duncan Tappy                     | Fortec Motorsport           |
| Formule BMW Asia                                     | Jazeman Jaafar                   | CIMB Qi-Meritus             |
| Formule BMW Germany                                  | Jens Klingmann                   | Eifelland Racing            |
| Formule BMW UK                                       | Marcus Ericsson                  | Fortec Motorsport           |
| Formule BMW USA                                      | Daniel Morad                     | EuroInternational           |
| Master Junior Formula                                | Isaac López                      |                             |
| Formula Palmer Audi                                  | Tim Bridgman                     |                             |
| Championnat d'Australie de Formule Ford              | Tim Blanchard                    |                             |
| Championnat de Grande-Bretagne de Formule Ford       | Callum MacLeod                   | Jamun Racing                |
| Championnat d'Afrique du Sud de Formule Ford         | Jayde Kruger (Zetec)             |                             |
| Championnat d'Afrique du Sud de Formule Ford         | Matthys Strydom (Kent)           |                             |
| Championnat d'Afrique du Sud de Formule Ford         | Werner Scholtz (Zetec Challenge) |                             |
| EuroBOSS                                             | Klaas Zwart                      | Team Ascari                 |
| Formule Azzurra                                      | Salvatore Cicatelli              |                             |

## Karting
| Championnat                               | Champion Pilote                                | Écurie              |
| ----------------------------------------- | ---------------------------------------------- | ------------------- |
| Championnat du Monde de karting           | Marco Ardigò                                   | Tony Kart / Vortex  |
| Championnat d'Australie de Superkart      | Warren McIlveen (250 International)            | Stockman Superkarts |
| Championnat d'Australie de Superkart      | Jason McIntyre (250 National)                  | RMR Superkarts      |
| Championnat d'Australie de Superkart      | Kristian Stebbing (125 Gearbox)                | Suburban Accounting |
| CIK-FIA Championnat d'Europe de Superkart | Trevor Roberts                                 |                     |
| Championnat national de BSA               | Paul Kennings (Div. 1 Superkarts)              |                     |
| Championnat national de BSA               | Gavin Bennett (Div. 2 Superkarts)              |                     |
| Championnat national de BSA               | Mark Bramhall (F125 Open)                      |                     |
| Championnat national de BSA               | Danny Edwards (F125ICC)                        |                     |
| Championnat national de BSA               | Nathan Fearon (F250 Clubman Challenge)         |                     |
| Championnat national de BSA               | Nick Hull (F250 National Superstock Challenge) |                     |
| Championnat national de BSA               | Jason Dredge (F250 National Masters)           |                     |
| Championnat national de BSA               | Ian Larder (F125 ICC Masters)                  |                     |
| Championnat de France de Superkart        | Damien Payart                                  |                     |
| Championnat des États-Unis de Superkart   | Andy Kiker (Championnat Intercontinental E)    |                     |
| Championnat des États-Unis de Superkart   | Johnny West (Championnat de Formula E)         |                     |